# Cohnia
Cohnia is een geslacht van rechtvleugeligen uit de familie sabelsprinkhanen (Tettigoniidae). De wetenschappelijke naam van dit geslacht is voor het eerst geldig gepubliceerd in 2010 door Buzzetti, Fontana & Carotti.

## Soorten
Het geslacht Cohnia omvat de volgende soorten:
- Cohnia andeana Hebard, 1924
- Cohnia equatorialis Giglio-Tos, 1898
- Cohnia inca Rehn, 1955